# Listă de recorduri mondiale
Aceasta este o listă de recorduri mondiale de gimnastică 

## Universul
|                                          | Nume                                     | Localizare             | Detalii                                                                                      | Imagine |
| ---------------------------------------- | ---------------------------------------- | ---------------------- | -------------------------------------------------------------------------------------------- | ------- |
| Cel mai mare obiect ceresc descoperit    | Huge- LQG                                |                        | Este un uriaș grup format din 73 de quasari, cu un diametru de patru miliarde de ani lumină. |         |
| Cel mai vechi corp ceresc                | Galaxia UDFj-39546284                    |                        |                                                                                              |         |
| Cel mai vechi quasar                     | ULAS J1120+0641                          | Constelația Leului     | Se află la 28.850 milioane de ani lumină.                                                    |         |
| Cel mai rapid corp ceresc                | Supernova Puppis A                       | Constelația Pupa       | 5 milioane km/h                                                                              |         |
| Cea mai veche planetă descoperită        | PSR B1620-26 b, cunoscut și ca Matusalem | Constelația Scorpionul | 12,7 miliarde de ani                                                                         |         |
| Cel mai îndepărtat obiect realizat de om | Voyager 1                                | Spațiul interstelar    | În martie 2014, se află la o distanță de 1,903×1010 km                                       |         |

## Terra
|                                                             | Nume                                             | Localizare                                                                                                 | Detalii                                                                                               | Imagine |
| ----------------------------------------------------------- | ------------------------------------------------ | --- | --- | ------- |
| Cel mai înalt vârf                                          | Everest                                          | Nepal Tibet                                                                                                | 8.844,43 m (rocă) e 8.848 m (gheață)                                                                  |         |
| Punctul cel mai jos (al uscatului terestru)                 | Marea Moartă                                     | Israel Iordania                                                                                            | Suprafața apei se află la 427 metri sub nivelul mării.                                                |         |
| Cea mai mare adâncime                                       | Groapa Marianelor                                | Oceanul Pacific                                                                                            | 11.034 m                                                                                              |         |
| Cel mai mare continent                                      | Asia                                             | | 8,6% din suprafața planetei (sau 29,5% din uscat)                                                     |         |
| Cel mai mic continent                                       | Oceania                                          | | 9.008.458 km² (7.686.850 km² numai Australia)                                                         |         |
| Cel mai mare ocean                                          | Oceanul Pacific                                  | | 179,7 milioane de km²                                                                                 |         |
| Cel mai mic ocean                                           | Oceanul Arctic                                   | | 14.090.000 de km2.                                                                                    |         |
| Cel mai mare defileu                                        | Grand Canyon                                     | Statele Unite ale Americii                                                                                 | 446 km întindere și 1.600 m adâncime                                                                  |         |
| Cel mai mare monolit                                        | Mont Augustus                                    | Australia                                                                                                  | Are 1.105 metri altitudine, lungime de 860 m, suprafața 47.95 km². Vârful central se întinde pe 8 km. |         |
| Cea mai mare rocă                                           | Uluru                                            | Australia                                                                                                  | 860 m înălțime și un vârf de 8 km.                                                                    |         |
| Cea mai mare mină de cupru (ca dimensiune)                  | Bingham Canyon Mine                              | Statele Unite ale Americii                                                                                 | |         |
| Cea mai mare mină de cupru (ca producție)                   | Chuquicamata                                     | Chile | 3 km întindere și 850 metri adâncime.                                                                 |         |
| Cea mai mare mină de diamante în aer liber                  | Mina din Mirnâi                                  | Rusia | 525 metri diametru și 1200 m adâncime                                                                 |         |
| Cea mai mare insulă                                         | Groenlanda                                       | Danemarca                                                                                                  | 2.166.086 km² (dacă Australia nu e considerată insulă)                                                |         |
| Cea mai mică insulă                                         | Pitcairn                                         | Regatul Unit                                                                                               | 47 km²                                                                                                |         |
| Cel mai mare iceberg                                        | Icebergul B-15                                   | | 110 km întindere 20 km lățime; aria ce circa 1 700 km²                                                |         |
| Teritoriul cel mai izolat                                   | Tristan da Cunha                                 | Sfânta Elena, Ascension și Tristan da Cunha                                                                | Se află situat la 2.816 km de cea mai apropiată zonă locuită (Africa de Sud)                          |         |
| Cel mai mare deșert cald                                    | Deșertul Sahara                                  | Algeria Burkina Faso Ciad Egipt Libia Maroc Mauritania Mali Niger Sahara Occidentală Senegal Sudan Tunisia | 9 065 000 km²                                                                                         |         |
| Cel mai mare deșert de sare                                 | Salar de Uyuni                                   | Bolivia | suprafața de 12.000 km²                                                                               |         |
| Cea mai mare pădure                                         | Pădurea Amazoniană                               | Brazilia Peru Venezuela                                                                                    | 7.000.000 km²                                                                                         |         |
| Cel mai mic deșert                                          | Deșertul Maine                                   | Statele Unite ale Americii                                                                                 | 160.000 m²                                                                                            |         |
| Cea mai mare plajă                                          | Praia do Cassino                                 | Brazilia                                                                                                   | 240 km                                                                                                |         |
| Cea mai mică plajă                                          | Praia de Gulpiyuri                               | Spania | 40 m lungime                                                                                          |         |
| Cea mai mare peșteră                                        | Sarawak                                          | Malaysia                                                                                                   | 70 m x 700 m x 300 m                                                                                  |         |
| Cel mai lung fluviu                                         | Nil                                              | Africa | 6695 km                                                                                               |         |
| Marea cu cea mai mare suprafață                             | Marea Mediterană                                 | Sudul Europei                                                                                              | 2,5 milioane de km²                                                                                   |         |
| Cel mai înalt vulcan                                        | Ojos del Salado                                  | Chile, Argentina                                                                                           | Vârful său are înălțimea 6,893 metri.                                                                 |         |
| Cel mai mic vulcan                                          | Taal                                             | Insula Luzon, Filipine                                                                                     | |         |
| Cel mai mare lac de apă dulce                               | Lacul Superior                                   | Canada Statele Unite ale Americii                                                                          | 82.414 km²                                                                                            |         |
| Cel mai mare lac de apă sărată                              | Marea Caspică                                    | Rusia Azerbaidjan Turkmenistan Kazahstan Iran                                                              | 371.000 km²                                                                                           |         |
| Cel mai adânc ocean                                         | Oceanul Pacific                                  | | Adâncime medie de 4.267 metri.                                                                        |         |
| Cel mai adânc lac                                           | Lacul Baikal                                     | Rusia | 1.600m adâncime                                                                                       |         |
| Cea mai scăzută temperatură măsurată pe Terra (din satelit) | Creasta de gheață dintre Dome Argus și Dome Fuji | Antarctida                                                                                                 | -93,2 °C                                                                                              |         |

## Biosfera
| Criteriu                                               | Record                                        | Țara                                                  | Detalii                                                                                                  | Imagine |
| ------------------------------------------------------ | --------------------------------------------- | ----------------------------------------------------- | --- | ------- |
| Cel mai bătrân animal terestru aflat în viață          | Broască-țestoasă                              | Galapagos                                             | 182 de ani                                                                                               |         |
| Cea mai mare structură formată numai din organisme vii | Marea Barieră de Corali                       | Situată între plajele Australiei și Papua Noua Guinee | 2.300 km întindere, cu o lărgime care variază între 20 km și 240 km.                                     |         |
| Cel mai mare organism viu                              | Armillaria solidipes                          |                                                       | Ciuperca acoperă o suprafață de 8,9 km² (echivalentă a 220 terenuri de fotbal)                           |         |
| Cea mai mică ființă vie                                | Mycoplasma (Pleuropneumoniae Lique Organisms) |                                                       | Diametrul mediu de 0,1 {\displaystyle \mu }m = {\displaystyle 0,1\times 10^{-6}} m                       |         |
| Cea mai mică secvență genomică                         | Paris japonica                                |                                                       | Un genom al acestei plante are 152,23 picograme, iar un exemplar posedă 130 miliarde de perechi de bază. |         |
| Cea mai în vârstă ființă terestră                      | Posidonia oceanica                            |                                                       | 100.000 de ani vechime                                                                                   |         |
| Cea mai rapidă vietate (viteză absolută)               | Șoim călător                                  |                                                       | Poate ajunge la 400 km/h                                                                                 |         |
| Cel mai rapid animal terestru (viteză relativă)        | Căpușa Paratarsotomus macropalpis             | Sudul Californiei SUA                                 | Poate alerga cu o viteză de 322 de lungimi de corp pe secundă.                                           |         |

### Flora
| Criteriu                               | Record                                   | Țara   | Detalii                                 | Imagine |
| -------------------------------------- | ---------------------------------------- | ------ | --------------------------------------- | ------- |
| Cea mai mare plantă carnivoră          | Nepenthes rajah                          |        |                                         |         |
| Cea mai mare plantă                    | Sequoiadendron (Sequoiadendron gigantea) |        | 94,9 metri înălțime 8,98 metri diametru |         |
| Cea mai mare grădină de flori din lume | Parcul Keukenhof                         | Olanda | 32 hectare                              |         |

## Specia umană

### Recorduri anatomice
| Record                                     | Nume                               | Naționalitate              | Detalii                               | Imagine |
| ------------------------------------------ | ---------------------------------- | -------------------------- | ------------------------------------- | ------- |
| Cel mai înalt om de-a lungul timpului      | Robert-Pershing Wadlow (1918-1940) | Statele Unite ale Americii | 2,72 m                                |         |
| Cel mai înalt om în viață                  | Sultan Kösen                       | Turcia                     | 2,51 m                                |         |
| Cea mai înaltă femeie de-a lungul timpului | Zeng Jinlian                       | China                      | 2,48 m                                |         |
| Cea mai înaltă femeie în viață             | Yao Defen                          | China                      | 2,36 m                                |         |
| Cel mai vechi caz de cancer                | Schelet descoperit arheologic      | Sudan                      | Acum 3.200 de ani                     |         |
| Cea mai tânără mamă din lume               | Lina Medina                        | Peru                       | A născut la 5 ani, 7 luni și 17 zile. |         |

### Longevitate
| Record                                                   | Nume                        | Naționalitate | Detalii                | Imagine |
| -------------------------------------------------------- | --------------------------- | ------------- | ---------------------- | ------- |
| Cea mai bătrână persoană în viață                        | Mahashta Murasi             | India         | 182 ani (în 2017)      |         |
| Persoana care a trăit cel mai mult                       | Mbah Gotho                  | Indonezia     | 146 ani și 120 de zile |         |
| Cel mai bătrân bolnav de sindromul Down                  | Dilmar Teixeira             | Brazilia      | 74 de ani (în 2007)    |         |
| Cea mai bătrână persoană cu sindromul Down încă în viață | Raimundo Cardoso de Almeida | Brazilia      | 68 de ani (în 2008)    |         |

## Științășitehnologie
| Record                                    | Nume                                                                        | Țara         | Detalii                                                | Imagine |
| ----------------------------------------- | --------------------------------------------------------------------------- | ------------ | ------------------------------------------------------ | ------- |
| Cel mai rapid avion din lume              | North American X-15                                                         | SUA          | Viteza Mach 9,6 (11 000 km/h)                          |         |
| Viteza maximă atinsă de o mașină de serie | Hennessey Venom GT                                                          | SUA          | 435,31 km/h                                            |         |
| Cea mai lungă cale ferată din lume        | Transsiberianul Moscova - Vladivostok                                       | Rusia        | 9288 km                                                |         |
| Persoana cu cea mai mare viteză de calcul | Shakuntala Devi                                                             | India        | A înmulțit două numere de câte 13 cifre în 28 secunde. |         |
| Cea mai subțire sticlă din lume           | Pinshane Huang (Universitatea Cornell) David Muller (Universitatea din Ulm) | SUA Germania | Grosime de o moleculă                                  |         |
| Cel mai îndepărtat obiect realizat de om  | Sonda Voyager 1                                                             |              | 18,8 miliarde de km                                    |         |
| Cel mai mare și mai puternic motor Diesel | Wärstsilä-Sulzer RT-flex96C                                                 | Finlanda     | Lungime = 26,59 m înălțime = 13,5 m putere = 80,080 kW |         |

## Recorduri sportive flotări in mâini
| Record                                      | Nume              | Țara     | Detalii                                    | Imagine |
| ------------------------------------------- | ----------------- | -------- | ------------------------------------------ | ------- |
| Cel mai rapid la alergare                   | Usain Bolt        | Jamaica  | 100 de metri în 9,58 secunde               |         |
| Cea mai lungă călătorie pe jos              | Mariea Crâșmaru   | România  | A parcurs peste 300.000 km.                |         |
| Cel mai puternic om                         | Žydrūnas Savickas | Lituania | A ridicat haltere de 425 kg (stilul smuls) |         |
| Bărbatul cu cele mai multe medalii olimpice | Michael Phelps    | SUA      | 28 de medalii (din care 23 de aur)         |         |
| Femeia cu cele mai multe medalii olimpice   | Larisa Latînina   | Rusia    | 18 medalii (din care 9 de aur)             |         |

## Alte recorduri
| Record                                                     | Nume                                           | Țara         | Detalii                                                                 | Imagine |
| ---------------------------------------------------------- | ---------------------------------------------- | ------------ | ----------------------------------------------------------------------- | ------- |
| Cea mai înaltă cruce din lume                              | Crucea de pe Caraiman                          | România      | 39,5 metri înălțime                                                     |         |
| Cea mai scumpă operă de artă vândută vreodată la licitație | Three Studies of Lucian Freud de Francis Bacon | Regatul Unit | Tripticul a fost adjudecat pentru 142 milioane de dolari                |         |
| Persoana care deține cele mai multe recorduri              | Ashrita Furman                                 | SUA          | Este deținătorul a 236 de recorduri mondiale.                           |         |
| Cel mai vizitat muzeu din lume                             | Muzeul Louvre                                  | Franța       | 9,2 milioane de vizitatori în 2013.                                     |         |
| Cea mai scumpă carte                                       | Codex Leicester                                | SUA          | A fost licitată la 30,8 milioane dolari.                                |         |
| Cel mai scump film din lume                                | Avatar (2009)                                  | SUA          | Buget alocat: 500 milioane dolari.                                      |         |
| Cea mai scumpă fotografie din lume                         | 99 Cent II Diptychon                           | SUA          | Fotografia a fost adjudecată la o licitație la 2,48 milioane de dolari. |         |